# Żemczug
Żemczug (ros. Жемчуг) – wieś (ułus) w Rosji, w Buriacji, w rejonie tunkińskim. W 2010 liczyła 1138 mieszkańców.